# Fuori da qui
Fuori da qui è il secondo album in studio del rapper italiano Jake La Furia, pubblicato il 22 aprile 2016 dalla Universal Music Group.

## Descrizione
Le prime indiscrezioni relative a un secondo album da solista del rapper sono giunte il 7 marzo, quando lo stesso Jake La Furia, attraverso un video in diretta trasmesso su Facebook ha fatto ascoltare un'anteprima di un brano intitolato El Chapo, pubblicato come primo singolo il giorno seguente. Dieci giorni più tardi il rapper ha reso disponibile per il download digitale il secondo singolo Testa o croce, che ha visto la partecipazione di Egreen.
Il 30 marzo 2016 è stato ufficialmente annunciato il titolo dell'album e la relativa data di pubblicazione, oltre al terzo singolo Fuori da qui, registrato in collaborazione con il cantautore Luca Carboni e uscito il giorno seguente. Prima dell'uscita effettiva dell'album, il 12 aprile Jake La Furia ha pubblicato un ulteriore singolo per il download digitale, Ali e radici, in duetto con il rapper Fabri Fibra.
Dal disco sono stati successivamente estratti anche i singoli Me gusta e Non so dire no, pubblicati rispettivamente il 20 maggio e il 7 ottobre.

## Tracce
1. El Chapo – 4:11
2. Zombie – 2:58
3. Bello – 3:29
4. Fuori da qui (feat. Luca Carboni) – 3:17
5. Qualcuno (feat. Emis Killa) – 3:53
6. Ali e radici (feat. Fabri Fibra) – 5:17
7. Mandami fuori – 4:40
8. Notte in città – 3:32
9. Me gusta (feat. Alessio La Profunda Melodia) – 3:14
10. Reality (feat. Maruego) – 3:47
11. Non so dire no – 3:33
12. La vita è così – 3:31
13. Testa o croce (feat. Egreen) – 4:37
14. Ho trovato te – 4:18

## Formazione
Musicisti
- Jake La Furia – voce
- Luca Carboni – voce aggiuntiva (traccia 4)
- Emis Killa – voce aggiuntiva (traccia 5)
- Fabri Fibra – voce aggiuntiva (traccia 6)
- Alessio La Profunda Melodia – voce aggiuntiva (traccia 9)
- Maruego – voce aggiuntiva (traccia 10)
- Egreen – voce aggiuntiva (traccia 13)

Produzione
- 2nd Roof – produzione (tracce 1, 8, 11 e 14)
- PK – produzione (tracce 2, 3 e 13)
- Medeline – produzione (tracce 4 e 5)
- Don Joe – produzione (tracce 6, 7, 10, 11 e 12)
- Andry – produzione (tracce 6, 7 e 10)
- Takagi & Ketra – produzione (traccia 9)

## Classifiche
| Classifica (2016) | Posizione massima |
| ----------------- | ----------------- |
| Italia            | 2                 |